# Brian Mikkelsen

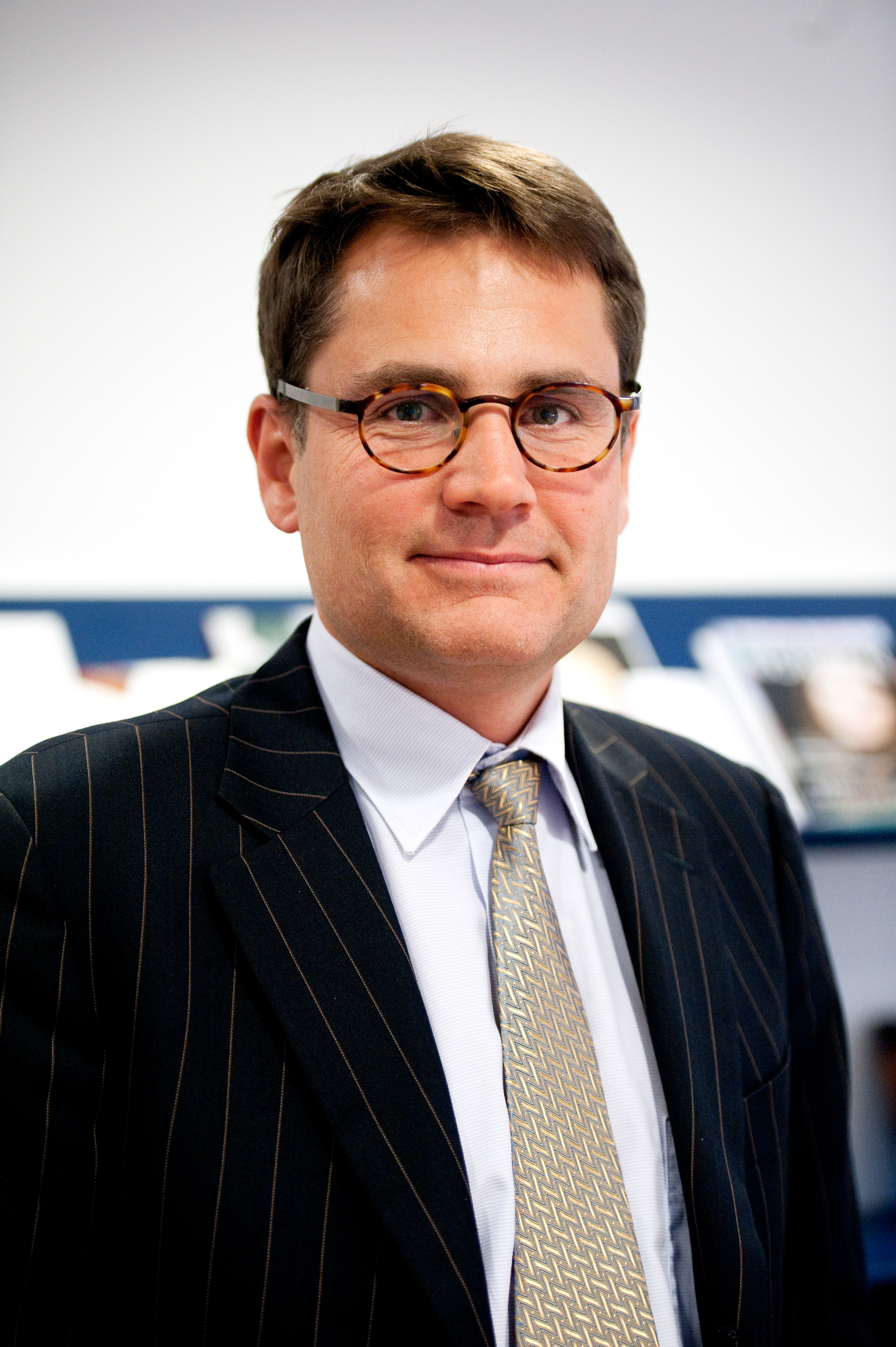
Brian Mikkelsen, 2010

Brian Arthur Mikkelsen (* 31. Januar 1966 in Kopenhagen) ist ein dänischer Politiker der Konservativen Volkspartei. Er war von 1994 bis 2018 Abgeordneter im Folketing und von 2012 bis 2015 Vorsitzender der konservativen Fraktion. In den Kabinetten von Anders Fogh Rasmussen und Lars Løkke Rasmussen bekleidete er mehrfach Ministerämter.

## Leben
Mikkelsen studierte von 1986 bis 1994 Politikwissenschaft an der Universität Kopenhagen, dann erhielt er einen Abgeordnetensitz. Ab November 2001 war er Kulturminister im Kabinett von Anders Fogh Rasmussen. In seiner Amtszeit hat er immer wieder durch dezidiert konservative Standpunkte auf sich aufmerksam gemacht und Kritik auf sich gezogen. Auf seine Anregung hin entstand Dänemarks Kulturkanon 2006. Besonders engagierte er sich im Bereich Sport, unter anderem als Mitglied der internationalen Anti-Doping-Kommission, dessen zweiter Vorsitzender er von Ende 2005 bis Ende 2006 war.
Im September 2008 wechselte er infolge des Rückzugs von Parteichef Bendt Bendtsen ins Justizministerium, dessen bisherige Chefin Lene Espersen sowohl den Parteivorsitz als auch das Wirtschaftsministerium von Bendtsen übernahm. Vom 23. Februar 2010 bis 3. Oktober 2011 hatte Mikkelsen den Posten des Wirtschaftsministers inne. Vom 28. November 2016 bis zum 27. Juni 2018 war er Handelsminister im Kabinett Rasmussen III.
Nach dem Ende seiner politischen Karriere wurde er 2018 Direktor der dänischen Handelskammer Dansk Erhverv.